# Kirstine Stubbe Teglbjærg
Kirstine Stubbe Teglbjærg (født 1973 i Holstebro) er en dansk komponist, sangskriver og producer. I juni 2021 lancerede hun sit nye projekt Sitrekin. Hun er kendt for at have været forsanger og sangskriver i bandet Blue Foundation. Co-grundlægger og co-ceo af Hun Solo.

## Karriere
Hun var forsanger i Blue Foundation indtil 2009 og er blevet nomineret til mange priser for sit arbejde med bandet.
Siden hun og andre medlemmer stoppede i bandet, har hun lavet undergrundsmusik. Hun arbejdede i sit eget studie i København indtil udgivelsen af sit første soloalbum i 2012. For at finde sin egen unikke lyd komponerede og producerede hun selv alt musikken.

## Diskografi

### Blue Foundation
Albums
- 2001: Blue Foundation (April Records)
- 2004: Sweep of Days (Virgin/EMI)
- 2006: Solid Origami – Blue Foundation Collected and Re-worked (Only Japan, Popgroup)
- 2007: Life of a Ghost (Virgin/EMI)

Singles
- 1999: Hide/Hollywood (MoshiMoshi)
- 2000: Wise Guy/Hollywood. Inclusive remixes by The Prunes, Future 3 and Pelding (April Records)
- 2003: As I moved on. Inclusive remixes by Run Jeremy Band and Bichi (Virgin/EMI)
- 2004: End of the day (Virgin/EMI)
- 2005: Embers (Jack to Phono)
- 2005: This is goodbye (Virgin/EMI)
- 2006: Crosshair (Virgin/EMI)
- 2006: Sweep – Mikkel Metal, 16 Bit Lolitas, Jim Rivers Remixes (Okyo/Renaissance)
- 2007: Enemy (Virgin/EMI)
- 2009: Eyes on Fire (Astralwerks USA)
- 2009: Watch you sleeping Featuring Mark Kozelek – Sun kil Moon (Dead Peoples Choice)

### Solo-arbejde
Album
- 2013: Hamskifte (A:larm/Universal)

EP
- 2013: Hamskifte Remixes (A:larm/Universal)
- 2022: Open Chest (Hun Solo Records) som Sitrekin

Singles
- 2012: Drømmenes Lyd (A:larm/Universal)
- 2013: Tæppet er faldet (A:larm/Universal)

### Samarbejde
- 2014: Never be apart (Bottled in England[2] featuring Kirstine Stubbe Teglbjærg)
- 2015: Runnin’[3] (Bogan Via featuring Kirstine Stubbe Teglbjærg)[4]

## Moderne danseforestillinger
Hun har komponeret musik til følgende forestillinger med moderne dans: 

- 2015: Men Nu Har Jeg En Hjærne. Det menneskelige Teater/KBH’s Musikteater.
- 2014: “Alting Mødes”Det Flydende Teater
- 2012: Blackout! (MUTE Comp. Physical Theatre)
- 2009: Når jeg forsvinder under mig. (JacoBole Teatret/CampX)
- 2004: Baby/Baby (Copenhagen Performance House)
- 2003: SnapShots (Nyt Dansk Danseteater)
- 2003: Hendrix House: (Tim Feldmann/Wilda Dance)